# Приключения оленёнка Рудольфа
«Приключения оленёнка Рудольфа» (англ. Rudolph the Red-Nosed Reindeer) — американский рождественский кукольный мультфильм, снятый специально для телевидения в 1964 году по мотивам одноимённой популярной рождественской песни. Премьера состоялась 6 декабря 1964 года на канале NBC (с 1972 года мультфильм показывают по CBS). «Приключения оленёнка Рудольфа» показывают по американскому телевидению каждый год, что рекордно долго для рождественского спецвыпуска.

## Сюжет
Оленёнок Рудольф, сын Доннера (один из оленей упряжки Санта Клауса) родился с необычной особенностью — его нос светится красным. За это остальные олени, кроме оленихи Кларисы, смеются над ним и не приглашают его играть с ними. Кларисе нравится Рудольф, но её отец запрещает ей с ним общаться. В это время эльф Герми понимает, что хочет стать стоматологом, и не желает делать игрушки. Два изгоя знакомятся друг с другом и отправляются куда глаза глядят. Они встречают золотоискателя Юкона Корнелиуса, всю жизнь ищущего богатства. Вдруг их замечает Снежный Монстр, который хочет их съесть, но им удаётся сбежать. Все трое попадают на остров Несчастных Игрушек, где живут игрушки, от которых отказались дети. Король этой страны, крылатый лев Мунрейсер разрешает героям остаться на ночь, но просит взамен рассказать Санте об этом острове, чтобы тот нашёл игрушкам приют. Но посреди ночи Рудольф сбегает с острова, боясь, что его нос привлечёт Монстра.
Проходит время, и Рудольф взрослеет, но всё ещё не может найти место, где он мог бы жить спокойно. Он решает вернуться домой, но узнаёт, что родители и Клариса всё это время пытались его разыскать. Он отправляется на их поиски, и видит, что их поймал Снежный Монстр. Рудольф пытается защитить семью и Кларису, но падает от удара сосулькой. Герми и Юкон решают спасити Рудольфа. Выманив Монстра из пещеры, Герми вынимает ему все зубы. Чудовище приходит в ужас от своего бессилия. Юкон сажает его в свою собачью упряжку, но падает с холма. Опечаленные герои уходят домой. Там все просят прощения у Рудольфа и Герми, а Санта обещает найти дом для всех Несчастных Игрушек. Возвращается Юкон с испраившимся чудовищем, которое, как оказалось, может наряжать ёлочку. Тут Санта объявляет, что развозить подарки у него не получится, ведь за окном — снежная буря. Но, заметив светящийся нос Рудольфа, он просит оленёнка стать первым в санях. Тот соглашается, и Санта с оленями радостно доставляют подарки детям.

## Роли озвучивали
- Билли Мэй — оленёнок Рудольф
- Стэн Фрэнсис — Санта Клаус, король Мунрейсер
- Пол Клигмэн — Доннер, отец Кларисы, Комет
- Бёрл Айвз — снеговик Сэм (рассказчик)
- Пол Солус — Герми
- Дженис Оринштейн — Клариса
- Ларри Манн — Юкон
- Пег Диксон — миссис Клаус, миссис Доннер
- Карл Банас — эльф-начальник, Несчастные Игрушки
- Эльфи Скопп — Файрболл, Чарли-из-коробочки
- Коринн Конли — тряпичнная кукла Долли